# Clavicornaltica rileyi
Clavicornaltica rileyi es un coleóptero de la familia Chrysomelidae.
Fue descrita científicamente en 2003 por Doeberl.